# Kup Hrvatske u dvoranskom hokeju za žene 2017.
Dvoranski Kup Hrvatske u hokeju za žene za 2017. je osvojila ekipa "Mladosti" iz Zagreba. Natjecanje je održano 17. prosinca 2017.

## Sudionici
- Mladost - Zagreb
- Trešnjevka - Zagreb
- Zelina - Sveti Ivan Zelina
- Zrinjevac - Zagreb

## Rezultati
| klub1         | rez.          | klub2         |                        |
| poluzavršnica | poluzavršnica | poluzavršnica | poluzavršnica          |
| ------------- | ------------- | ------------- | ---------------------- |
| Zrinjevac     | 2:5           | Zelina        |                        |
| Trešnjevka    | 0:10          | Mladost       |                        |
|               |               |               |                        |
| završnica     |               |               |                        |
| Zelina        | 2:9           | Mladost       | Mladost pobjednik kupa |